# Duma-István András
Duma-István András (Klézse, 1955. november 27. –) autodidakta moldvai csángó költő, író, művelődés- és iskolaszervező, lapszerkesztő.

## Élete
A Bákó megyei Klézsén született. Az iskolát román nyelven végezte. Magyarul beszélni szüleitől tanult, írni és olvasni pedig felnőttfejjel, magától kezdett tanulni régi imakönyvekből. Érettségi után egy darabig vasmunkás volt, majd munkanélküliként hazatért Klézse Tyúkszer nevű részébe gazdálkodni. Archaikus és eredeti csángó nyelven és szemlélettel ír. Versei sok helyen hitelesen őrzik a csángó dialektus állapotát.
A magyar nyelv oktatásáért való moldvai küzdelem egyik kezdeményezője. Szervezője a Moldvai Csángómagyarok Szövetségének. 1998-tól kétnyelvű (magyar, román) lapot szerkeszt Mi magunkról- Noi Despre Noi címmel. 1999-ben létrehozta a Szeret-Klézse Alapítványt, azon belül pedig a Klézsei Magyar Házat és a Petrás Incze János Tájmúzeumot. 2000-ben Bocskai díjjal tüntették ki.

## Művei
- Én országom Moldova (versek), Hargita Kiadó, Csíkszereda, 2000
- Mi magunkról (folyóirat)
- Csángó mitológia, Havas Kiadó, Kézdivásárhely, 2005, 2007 ISBN 9789738829435
- Szeret, Klézse... (avagy:) "Innet nem menek ha éppen kergetnek" (film), 2005
- Csánglia (versek), Zelegor Kiadó, Kézdivásárhely, 2010
- A csángók világa. Hegyek, vizek, tátosok; Zelegor, Kézdivásárhely, 2015